# Ljubljanski vodnjaki
Ljubljanski vodnjaki oziroma fontane so v mestnem jedru prisotni že od njenega nastanka, saj so bili pomembni za razvoj mesta kot takega, za oskrbo ljudi z vodo. Starejši vodnjaki in vodovodi do njih so bili znani v antični Emoni, od njenega nastanka in vse do 5. stoletja. Antične vodovode so uporabljali še v srednjem veku. 
Ljubljana ima nad 40 delujočih vodnjakov v ožjem jedru mesta. Redki med njimi imajo danes le funkcionalno vlogo oskrbe z vodo. Večina jih krasi trge in parke in imajo izrazito kulturno-zgodovinsko ozadje ter vlogo prostorske dekoracije. Odlikuje jih precejšnja likovna vrednost. Pomembnejša sta poznobaročna Robbov vodnjak in Narcisov vodnjak (arkade atrija Mestne hiše), oba delo v Benetkah šolanega kiparja Francesca Robbe. Posebnost sta rekonstruirana zgodnjebaročna Neptunov (dvorišče SAZU, kopija kipa) in Herkulov vodnjak (Stari trg, rekonstrukcija), oba delo v Ljubljani delujočega Janeza Khumerstainerja. Med najstarejše celote sodi rekonstruirani vodnjak iz Turjaških vrtov, ki sedaj stoji na Novem trgu. Zanimivi so Plečnikovi vodnjaki in drugi vodnjaki, ki so jih oblikovali mlajši arhitekti in kiparji. Večje število vodnjakov različnih avtorjev je v parku Tivoli. V bližnji okolici Ljubljane je posebnost renesančni Neptunov vodnjak v Polhovem Gradcu.
Arhitekt Plečnik je v Ljubljani oblikoval: vodnjak na Levstikovem trgu, stenski vodnjak blizu zapornic na Vrazovem trgu; stenski vodnjak, spomenik OF ob Večni poti; vodnjak s plitvim bazenom na otroškem igrišču ob Jakopičevem sprehajališču s predelano kopijo Goršetovega kipa dečka z gosko; vodnjak na dvorišču Ustavnega sodišča; manjši vodnjak ob molilnici na Žalah, kjer običajno ni vode. Z vodnjakom je okrasil mali atrij v Križankah, star obod vodnjaka je postavil nad Zoisovo cesto. Posamezne vodnjake različnih avtorjev skrivajo ljubljanska dvorišča, zlasti v srednjeveškem jedru. Posebnost je vodnjak na Rebri, ki ima za korito antični sarkofag. Nov vodnjak načrtuje mesto marca 2016 ob blagovnici Nama. Zanimiv nov, kiparsko okrašen pitnik, stoji v Ključavničarski ulici. 
Vseh delujočih vodnjakov, ostankov vodnjakov, za okras uporabljanih kamnitih obodov ali šap vodnjakov, novejših pitnikov in vodnih zrcal je v Ljubljani, znotraj avtocestnega obroča, nad 100, vendar niso vsi prosto dostopni.

## Seznam pomembnejših vodnjakov
| - Robbov vodnjak - Neptunov vodnjak (rekonstrukcija M. Mihelič) - Narcisov vodnjak (kip F. Robba) - Herkulov vodnjak (Marko Mušič, Julijan Renko, zamisel G. Zupan) - Vodnjak na Ljubljanskem Gradu (kolo) - Vodnjak na Ljubljanskem gradu - na dvorišču - Vodnjak na Pogačarjevem trgu - Vodnjak na Taboru (F. Rotar, 1974) - Vodnjak na Novem trgu (rekonstrukcija P. Mali) - Vodnjak na Ribjem trgu, pri Zlati ribici (19. stol; predelava P. Mali) - Vodnjak na Krekovem trgu - Vodnjak v Jakopičevem parku - Plečnikovo igrišče - Vodnjak v rondoju Tivolija (Oton Jugovec) - Vodnjak pod Halo Tivoli - Deček s skledo (Božo Pengov) - Vodnjak v parku Zvezda (B. Kobe, 1941) | - Vodnjak - pitnik ob Trubarjevi cesti (V. in M. Vozlič; J. Boljka) - Vodnjak na trgu Ajdovščina (J. Bezlaj) - Vodnjak »Deček z ribico« (Tivolski grad) - Vodnjak na Gornjem trgu (Šentflorjanska cerkev) - Vodnjak s polzečo vodo pri Tivolskem ribniku - Vodnjak Evropa pred Univerzo (F. Kralj, ) - Vodnjak - zrcalo na Trgu republike (B. Mušič, ) - Vodnjak v Argentinskem parku - Vodnjak OF ob Večni poti (J. Plečnik) - Vodnjak v Župančičevi jami (T. Kržišnik) - Vodnjak na Žalah (J. Lenassi) - Vodnjak na Vrazovem trgu, ob ograji otroške klinike (J. Plečnik) - Vodnjak pred blokom Plava laguna - Vodnjak pri Gradbeni šoli za Bežigradom - Vodnjak pred Atlantisom |

## Galerija
- Robbov vodnjak, (Mestni trg); kopija Restavratorski center (RC); zaključna dela Jože Drešar
- Detajl Robbovega vodnjaka, figura gleda proti starem delu mesta
- Vodnjak pri Zlati ladjici pred prenovo (Novi trg); prenova Peter Mali
- Vodnjak pri cerkvi Sv. Florjana, prenešen od Redute
- Vodnjak pred ljubljansko Stolnico
- Herkulov vodnjak,  pred Stiškim dvorcem (Stari trg), kipar Janez Khumerstainer, nova postavitev arhitekt Marko Mušič[navedi vir]
- Vodnjak »Deček z ribico« pred Tivolskim gradom
- Vodnjak na Ribjem trgu
- Neptunov vodnjak, kipar Janez Khumersteiner, nova postavitev arhitekt Milan Mihelič[navedi vir]